# Nicht-invasiver Pränataltest
Die Akronyme NIPT oder NIPD stehen für Nicht-invasiver Pränataltest bzw. Nicht-invasive Pränataldiagnostik. Diese Verfahren verwenden eine (kleine) Blutprobe der Schwangeren, um lange vor der Geburt eine Rhesus-Inkompatibilität oder genetisch bedingte Krankheiten des Fötus festzustellen. In gängiger Praxis wird in letzterer Hinsicht lediglich nach den häufigsten Chromosomen-Abweichungen des Kindes gesucht, die mit sehr hoher Wahrscheinlichkeit festzustellen sind.
Die Venenpunktion bei der Mutter gilt hier als „nichtinvasiv“, im Gegensatz zu Eingriffen wie Fruchtwasseruntersuchung oder Mutterkuchenpunktion. Letztere werden mehr und mehr gemieden, weil sie Schwangere belasten und weil 0,3 bis 1 % solcher Eingriffe zu einer Fehlgeburt führen (Stand: 2014).:1

## Voraussetzung
Die NIPT-Verfahren beruhen auf der Entdeckung, dass im Blutkreislauf von Schwangeren zellfreie DNA-Fragmente (cfDNA) vom gesamten Genom des Fötus flottieren.
Zum fötalen Wachstum gehören ständige Umbauvorgänge. Mit diesen geht der programmierte Zelltod einher, der die Zellkerne aufbricht und die DNA der Chromosomen zerstückelt. Sogar die embryonalen Erythrozyten geben ein Beispiel, da sie den Zellkern behalten. Die fetale zellfreie DNA stammt dabei aus dem Trophoblasten, einem vom Kind ausgehenden Teil der Plazenta. Ab der zehnten Schwangerschaftswoche reicht der Anteil der fötalen DNA aus, um von einer Blutprobe der Mutter einen aussagekräftigen NIPT durchzuführen. Die weitaus größte Menge an zellfreier DNA im mütterlichen Blut stammt aber von der Mutter. In der Frühschwangerschaft beträgt der kindliche Anteil 3 %. Dieser steigt bis zum Ende der Schwangerschaft auf bis zu 6 % an.

## Methode
Für die Durchführung eines NIPT reicht eine Blutprobe der Mutter.
Es gibt in Deutschland 2014 vier verfügbare Testverfahren:2 bis 4:
1. NeoBona®
2. Whole Genom Sequencing (PraenaTest®), (Nifty®),
3. Digital Analysis of selected regions (DANSR)-Methode (Harmony Test®) und
4. Single Nucleotide Polymorphisms (SNPs) (Panorama Test®).

Die Tests analysieren und erkennen die kindlichen und mütterlichen DNA-Chromosomenbruchstücke, ordnen sie den jeweiligen Chromosomen zu und zählen diese.:2 Dies geschieht entweder durch Vergleich mit mütterlichen DNA-Anteilen oder durch Nachweis von kleinen DNA-Abschnitten, die für bestimmte Chromosomen charakteristisch sind.
Fehlen oder sind Chromosomen oder Chromosomenteile überzählig vorhanden, spricht man von Chromosomenabweichungen. Eine bekannte Form der Chromosomenanomalie ist die Trisomie, bei der ein bestimmtes Chromosom dreimal statt zweimal vorhanden ist. Die häufigsten Trisomien sind die Trisomien 13, 18 und 21. Trisomie 21 führt zum Krankheitsbild des Down-Syndroms und ist die häufigste numerische Chromosomenstörung. Trisomie 18 („Edwards-Syndrom“) und Trisomie 13 („Pätau-Syndrom“) können lebend geboren werden, haben aber meist eine Lebenserwartung von weniger als zwölf Monaten.
Die Testverfahren können eine Trisomie 21 mit einer Erkennungsrate (ER oder auch Sensitivität oder true positive rate) von über 99 % nachweisen. Für eine Trisomie 18 liegt die ER je nach Testverfahren zwischen 98 und 100 %. Je nach Testverfahren liegt die ER zwischen 80 und über 99 % für eine Trisomie 13.:3
Die Falsch-Positiv-Rate (false positiv rate, FPR) gibt die Wahrscheinlichkeit für einen Fehlalarm an. Die FPR liegt bei allen drei Trisomien je nach Testverfahren zwischen 0,05 und 0,9 %.:3
Der positive prädiktive Wert (PPV), also die Wahrscheinlichkeit, dass bei einem positiven Testergebnis tatsächlich eine Form der Trisomie vorliegt, ist allerdings abhängig vom Alter der Schwangeren. So liegt die Wahrscheinlichkeit, dass ein positiver Test einer 22-Jährigen richtig-positiv ist, bei nur 49 % für Trisomie 21. Hingegen liegt der Wert bei einer 42-Jährigen bei 96 %.

## Kosten

### Deutschland
Die Untersuchungskosten lagen im Juni 2017 je nach Testverfahren und Umfang der Diagnostik beim PraenaTest® bzw. Harmony Test® zwischen 199 und 399 Euro. Im Mai 2014 kosteten die Untersuchungen je nach Testverfahren zwischen 485 und 925 Euro.:4 
Die Kosten für die nicht-invasive Suche nach einer Rhesus-Inkompatibilität (siehe oben) sind seit 1. Juli 2021 eine Kassenleistung.
Seit 1. Juli 2022 müssen auch die Kosten für die Suche nach Trisomie 13, 18 und 21 unter bestimmten Voraussetzungen von den Kassen übernommen werden.

### Österreich
Indirekter Hinweis: Drei-Länder-Empfehlung zum Einsatz von Nicht-invasiven pränatalen Tests (NIPT): Analyse der zellfreien DNA (cfDNA) im mütterlichen Blut zum Screening auf fetale Chromosomenstörungen in der klinischen Praxis.

### Schweiz
Ist das Risiko für eine Trisomie 13, 18 oder 21 höher als 1:1000, ermittelt im Ersttrimestertest (ETT), so übernimmt seit 2015 die obligatorische Krankenpflegeversicherung die Kosten für eine NIPT. Die Kosten betragen rund 700 bis 1000 Franken (2018).

## Pro-Argumente
Die drei am häufigsten auftretenden „fetalen Chromosomenauffälligkeiten“ können „durch eine risikolose Blutentnahme“ „relativ sicher festgestellt oder ausgeschlossen werden“.:5

## Bedenken
Die Testverfahren untersuchen nur ausgewählte Chromosomen auf Anomalien. Selten auftretende Mosaikformen:3, das Fehlen von Bruchstücken und die zahlenmäßigen Abweichungen anderer Chromosomen als 13, 18, 21 können nicht erkannt werden. Einige der NIPT-Testverfahren untersuchen auch Chromosom X und Y, X0 (Turner-Syndrom) und Triploidie. Für letztgenannte Anomalien ist der Nachweis möglich, aber deutlich ungenauer als für die Trisomien.:4
Sinkt der Anteil an kindlicher DNA im mütterlichen Blut unter einen bestimmten Wert, kann der Test nicht mehr richtig ausgewertet werden.:3 „Bei 3 bis 4 Prozent der Proben“ kann „kein Ergebnis erzielt werden“ oder muss „eine erneute Blutentnahme erfolgen“.:5
Es ist weiterhin zu bedenken, dass mit einem „normalen“ Testergebnis kein völlig gesundes Kind garantiert werden kann, da die Trisomien nur ca. 10 % der bei Geburt auffälligen Kinder ausmachen.

## Theologische Kritik
Katharina Westerhorstmann kritisierte, die nicht invasive Methode erwecke den Eindruck eines harmlosen Tests. In sich betrachtet, sei dies korrekt. Man könne hier jedoch von einer Ambivalenz der Harmlosigkeit sprechen, da die zu erwartende Unbekümmertheit in der Nutzung des Tests den möglichen Ergebnissen und den damit verbundenen Konsequenzen nicht entspreche. Wenn der Eindruck erweckt würde, es handle sich um einen einfachen Test wie die Untersuchung des Blutzuckerspiegels, würde nicht berücksichtigt, dass sich bereits 90–95 % der Schwangeren nach einem positiven Befund für einen Abbruch entschieden. Da es keine Therapie für die Chromosomenanomalie gäbe, die der Test ausfindig mache, könne ein gesellschaftliches Klima entstehen, in dem nur mehr willkommen sei, wer gesundheitliche Standards erfülle. Das Argument, es sei nur gerecht, den Test als Kassenleistung anzubieten, um allen, unabhängig von ihren finanziellen Möglichkeiten, den gleichen Zugang zu Diagnosemöglichkeiten zu eröffnen, greife laut Westerhorstmann nicht, weil Gerechtigkeit „nicht wertfrei“ sei, sondern an die Verwirklichung des Guten gebunden.